# Сергеевка (Раздольненский район)
Серге́евка (также Приципиловка; укр. Сергіївка, крымскотат. Sergeyevka, Сергеевка) — исчезнувшее село в Раздольненском районе Республики Крым, располагавшийся на севере района в степном Крыму, на берегу Каркинитского залива Чёрного моря, примерно в 2,5 километрах северо-западнее современного села Огни.

## История
Впервые в исторических документах Приципиловка встречается на карте Стрельбицкого 1920 года. После установления в Крыму Советской власти, по постановлению Крымревкома от 8 января 1921 года № 206 «Об изменении административных границ» была упразднена волостная система и в составе Евпаторийского уезда был образован Бакальский район, в который включили село, а в 1922 году уезды получили название округов. 11 октября 1923 года, согласно постановлению ВЦИК, в административное деление Крымской АССР были внесены изменения, в результате которых округа были отменены, Бакальский район упразднён и село вошло в состав Евпаторийского района. Согласно Списку населённых пунктов Крымской АССР по Всесоюзной переписи 17 декабря 1926 года, в селе Сергеевка, Ак-Шеихского сельсовета Евпаторийского района, числилось 16 дворов, все крестьянские, население составляло 70 человек, из них 39 русских, 30 украинцев, 1 записан в графе «прочие». Постановлением ВЦИК РСФСР от 30 октября 1930 года был создан Фрайдорфский еврейский национальный район (переименованный указом Президиума Верховного Совета РСФСР № 621/6 от 14 декабря 1944 года в Новосёловский) (по другим данным 15 сентября 1931 года) и село включили в его состав, а после создания в 1935 году Ак-Шеихского района (переименованного в 1944 году в Раздольненский) включили в состав нового. Последний раз Сергеевка встречается на карте 1942 года.